# Cantonul Isigny-le-Buat
Cantonul Isigny-le-Buat este un canton din arondismentul Avranches, departamentul Manche, regiunea Basse-Normandie, Franța.

## Comune
| Comune         | Populație (1999) | Cod poștal | Cod INSEE |
| -------------- | ---------------- | ---------- | --------- |
| Isigny-le-Buat | ...              | 50540      | 50256     |